# Opel Karl
Opel Karl – samochód osobowy klasy miejskiej produkowany pod niemiecką marką Opel w latach 2014–2019 oraz w latach 2019–2022 na rynku wietnamskim.

## Historia i opis modelu

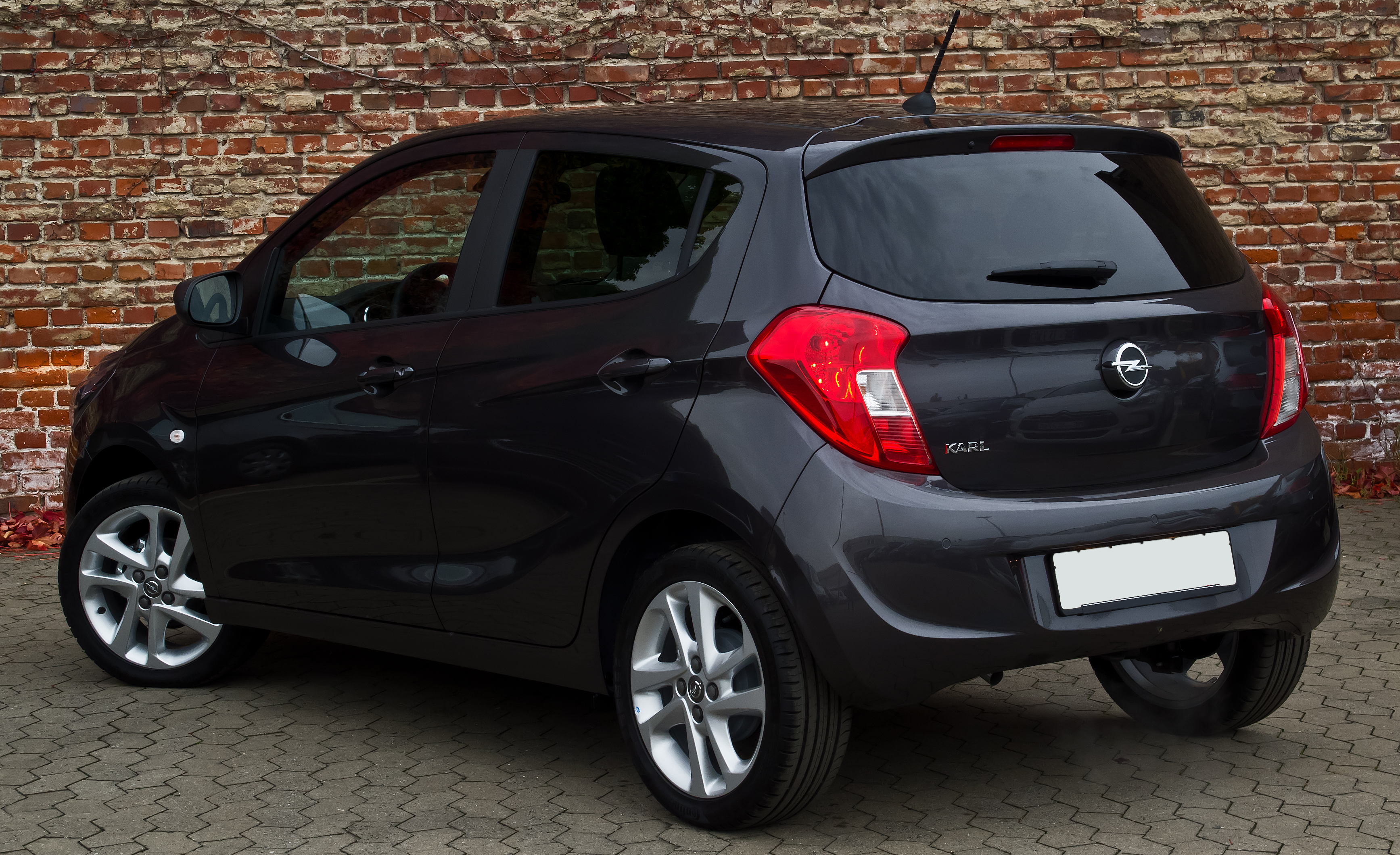
Opel Karl – tył

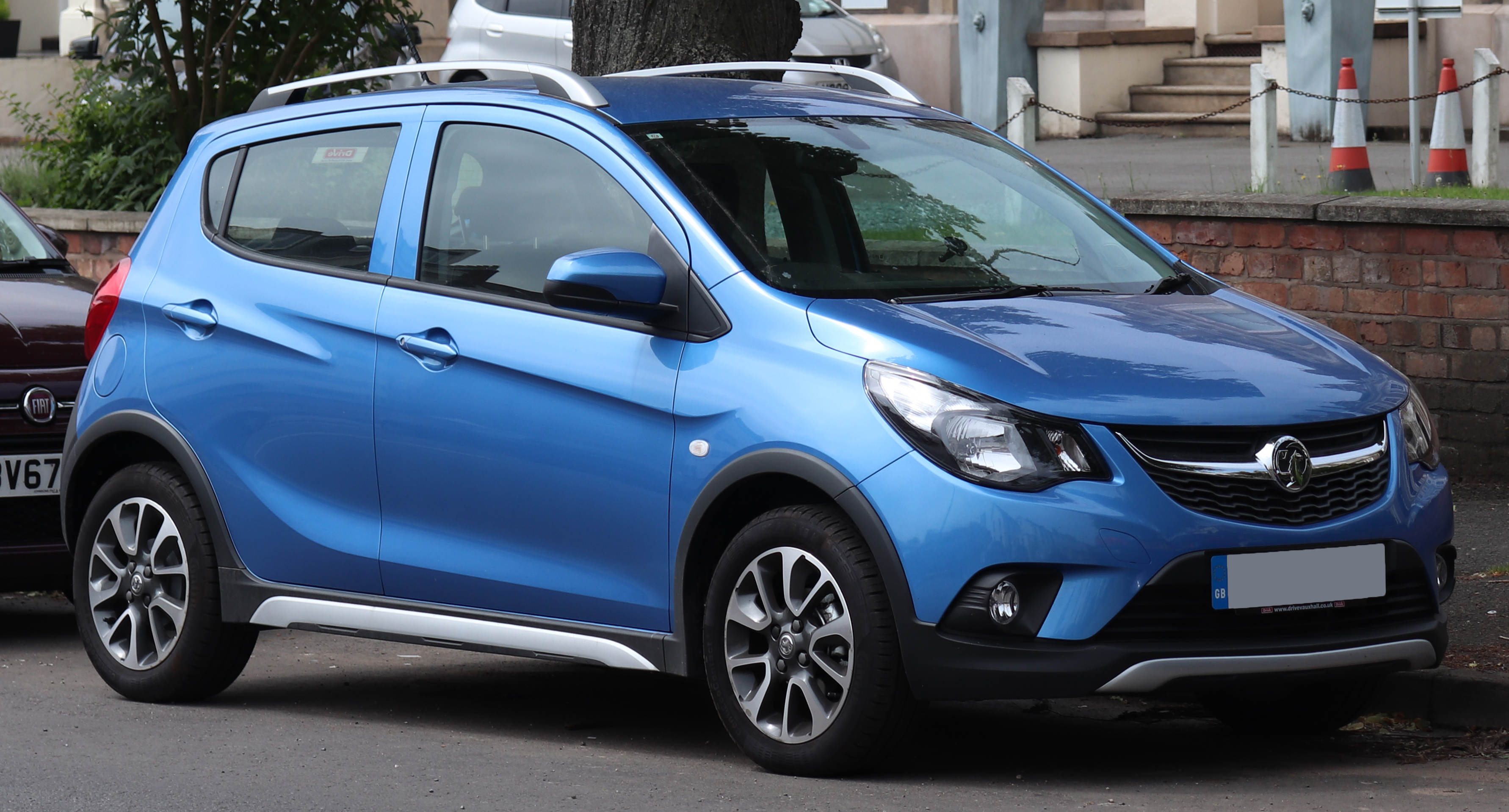
brytyjski Vauxhall Viva Rocks

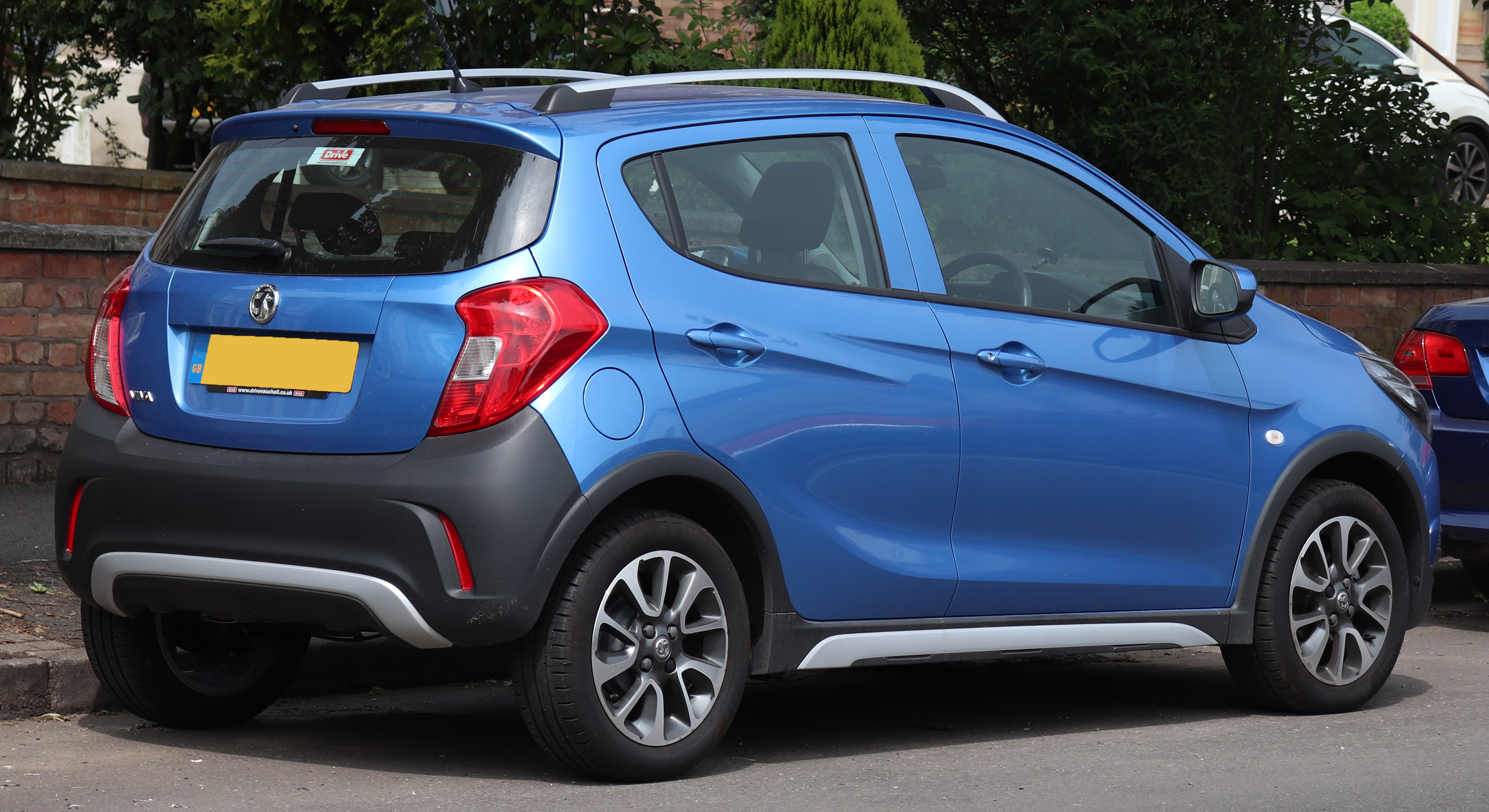
brytyjski Vauxhall Viva Rocks - tył

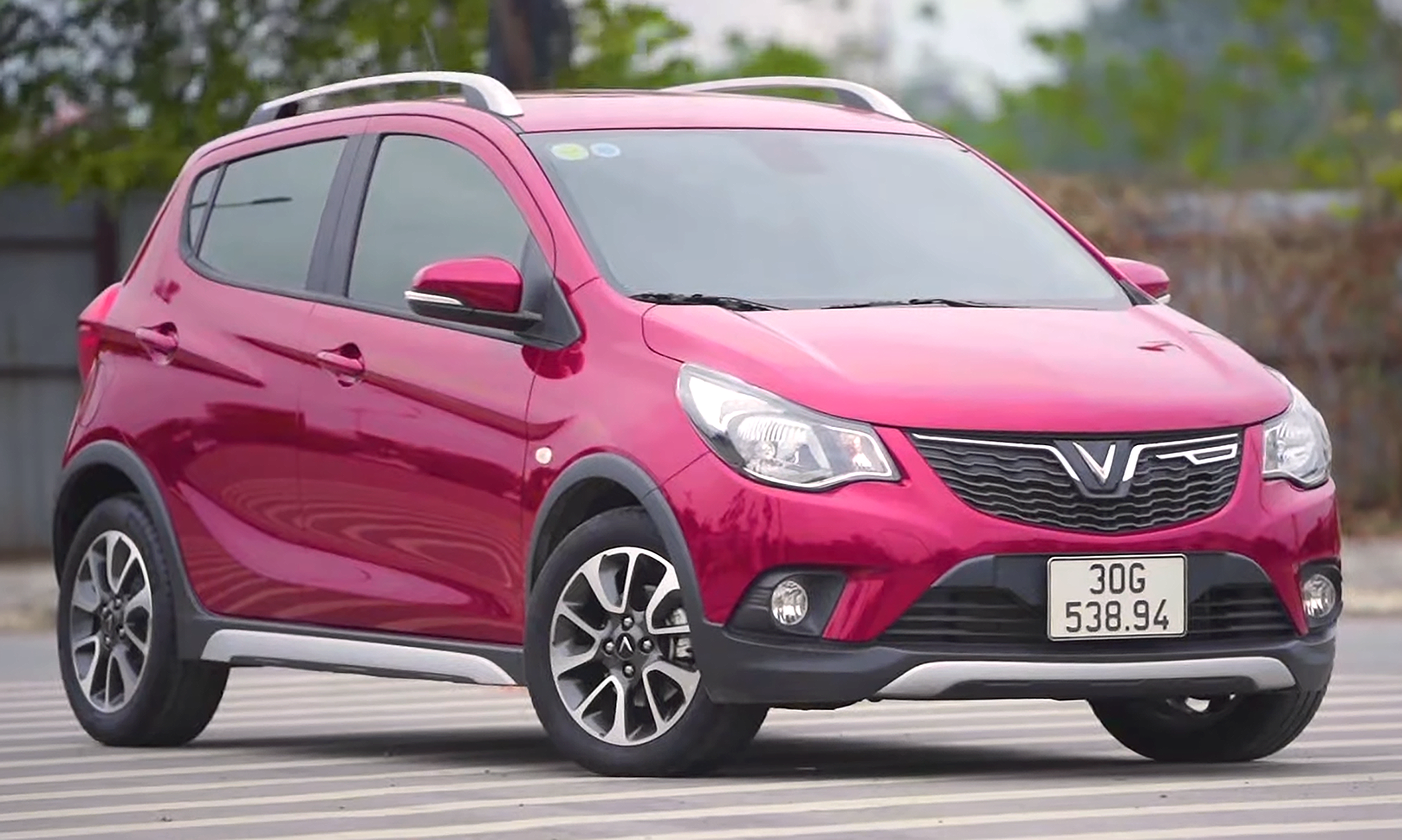
wietnamski VinFast Fadil

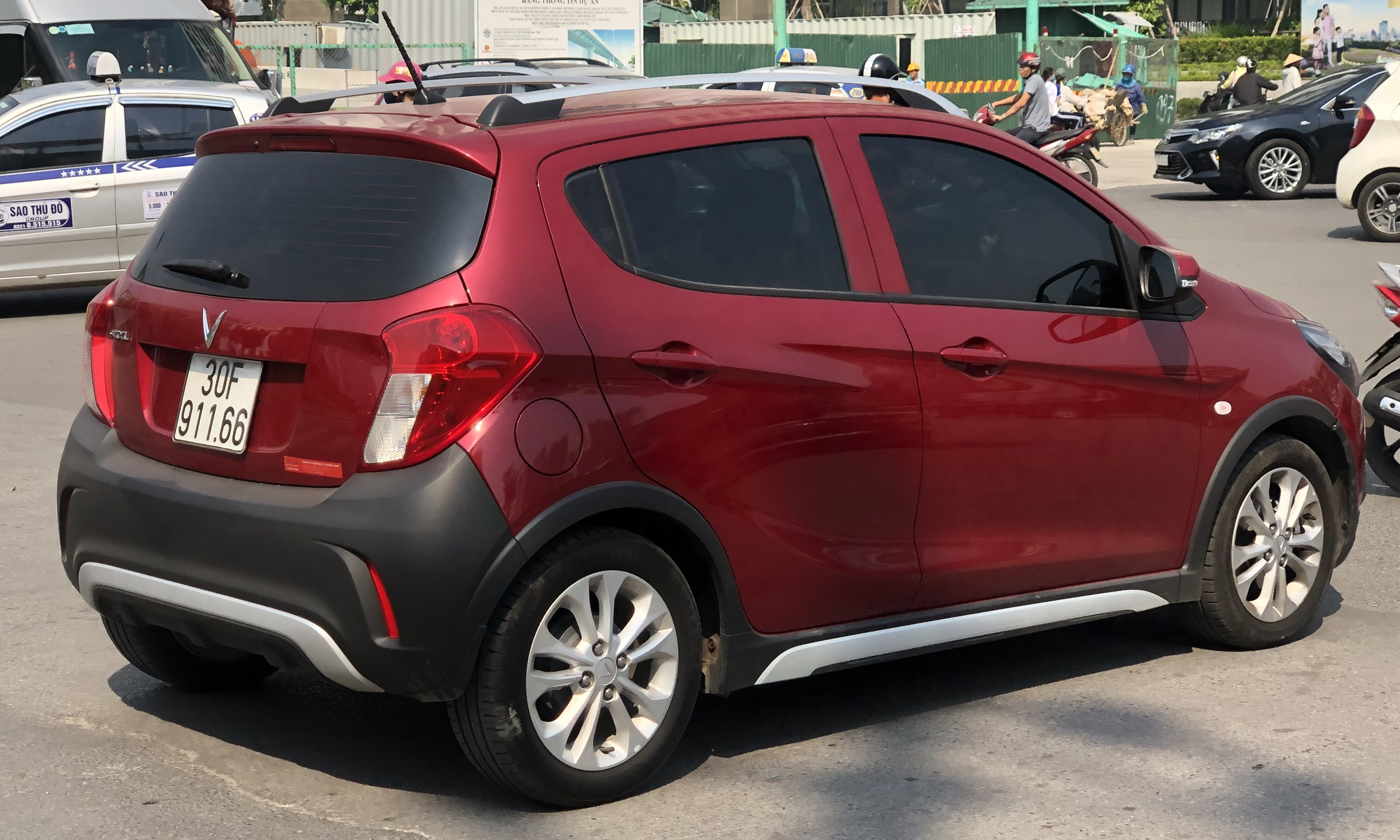
wietnamski VinFast Fadil - tył

Pierwsze informacje na temat nowego, najtańszego i najmniejszego pojazdu w ofercie Opla przedstawiono w grudniu 2014 roku. Oficjalna premiera pojazdu miała miejsce w marcu 2015 roku podczas targów motoryzacyjnych w Genewie.  Nazwa Karl pochodzi od imienia jednego z synów założyciela marki Adama Opla – Karla Opla. Model jest następcą dotychczasowego podstawowego pojazdu w gamie producenta, Opla Agili. 
Opel Karl powstał przy głębokiej współpracy z Chevroletem w ramach koncernu General Motors, będąc głęboko zmodyfikowaną, bliźniaczą wersją oferowanego w Korei Południowej, Ameryce Północnej i Ameryce Łacińskiej Chevroleta Sparka oraz australijskiego Holdena Sparka.
W październiku 2015 roku Opel Karl zdobył cztery (na pięć) gwiazdki w testach zderzeniowych Euro NCAP. W tym samym czasie oferta Karla została poszerzona o ekologiczną wersję EcoFlex. Samochód napędzany jest trzycylindrowym silnikiem 1.0, który zużywa mniej paliwa i emituje mniej spalin.

### Karl Rocks
We wrześniu 2016 roku gama Opla Karla została poszerzona o stylizowany na crossovera wariant Karl Rocks. Zyskał on dodatkowe, plastikowe nakładki na nadkola, progi i zderzaki, a także relingi dachowe. Specyficznym detalem była też inna klapa bagażnika zapożyczona od modelu Chevrolet Spark, inaczej niż w podstawowym wariancie z wygospodarowanym miejscem na  tablicę rejestracyjną.

### Sprzedaż
Opel Karl sprzedawany był wyłącznie w regionie Europy Zachodniej i Środkowej, a także Danii i Finlandii. Ponadto, po raz pierwszy od 20 lat, kiedy to w 1995 roku następca modelu Vauxhall Cavalier przejął kontynentalny emblemat Vectra, brytyjski odpowiednik Opla Karla nosił zupełnie inną nazwę. Równolegle zadebiutował w grudniu 2014 roku pod stosowaną już w latach 60. i 70. nazwą Vauxhall Viva i obecny był w sprzedaży do 2019 roku, znikając z rynku Wielkiej Brytanii bez następcy podobnie jak wariant Opla. Ta również zakończyła się w połowie 2019 roku w ramach wdrożenia nowej taktyki nowego właściciela Opla, koncernu Groupe PSA, w myśl której wycofane bez następców zostaną modele skonstruowane jeszcze pod skrzydłami General Motors i zarazem – nie przynoszące zysków.

### VinFast Fadil
W ramach zawartego w 2018 roku partnerstwa z General Motors, wietnamski motoryzacyjny startup VinFast przedstawił w listopadzie zapożyczoną od Opla lokalną odmianę Karla w wersji Rocks pod nazwą VinFast Fadil. Pod kątem wizualnym zyskała ona inne koło kierownicy i autorski projekt atrapy chłodnicy z centralnie umieszczonym logo
Produkcja pojazdu rozpoczęła się w czerwcu 2019 roku w lokalnych, wietnamskich zakładach VinFast i jest to jedyny rynek na świecie, gdzie wycofany w międzyczasie z Europy pojazd jest dostępny w sprzedaży. VinFast Fadil odniósł duży sukces w rodzimym kraju, systematycznie zyskując na popularności wraz z kolejnymi miesiącami obecności rynkowej - w połowie 2021 roku stał się najczęściej kupowanym nowym samochodem w Wietnamie. Pomimo dużej popularności, firma w 2022 ogłosiła zakończenie produkcji wszystkich samochodów ze spalinowymi silnikami na rzecz skoncentrowania się na rozwoju modeli elektrycznych.

### Wersje wyposażeniowe
- Essentia
- Enjoy
- Cosmo

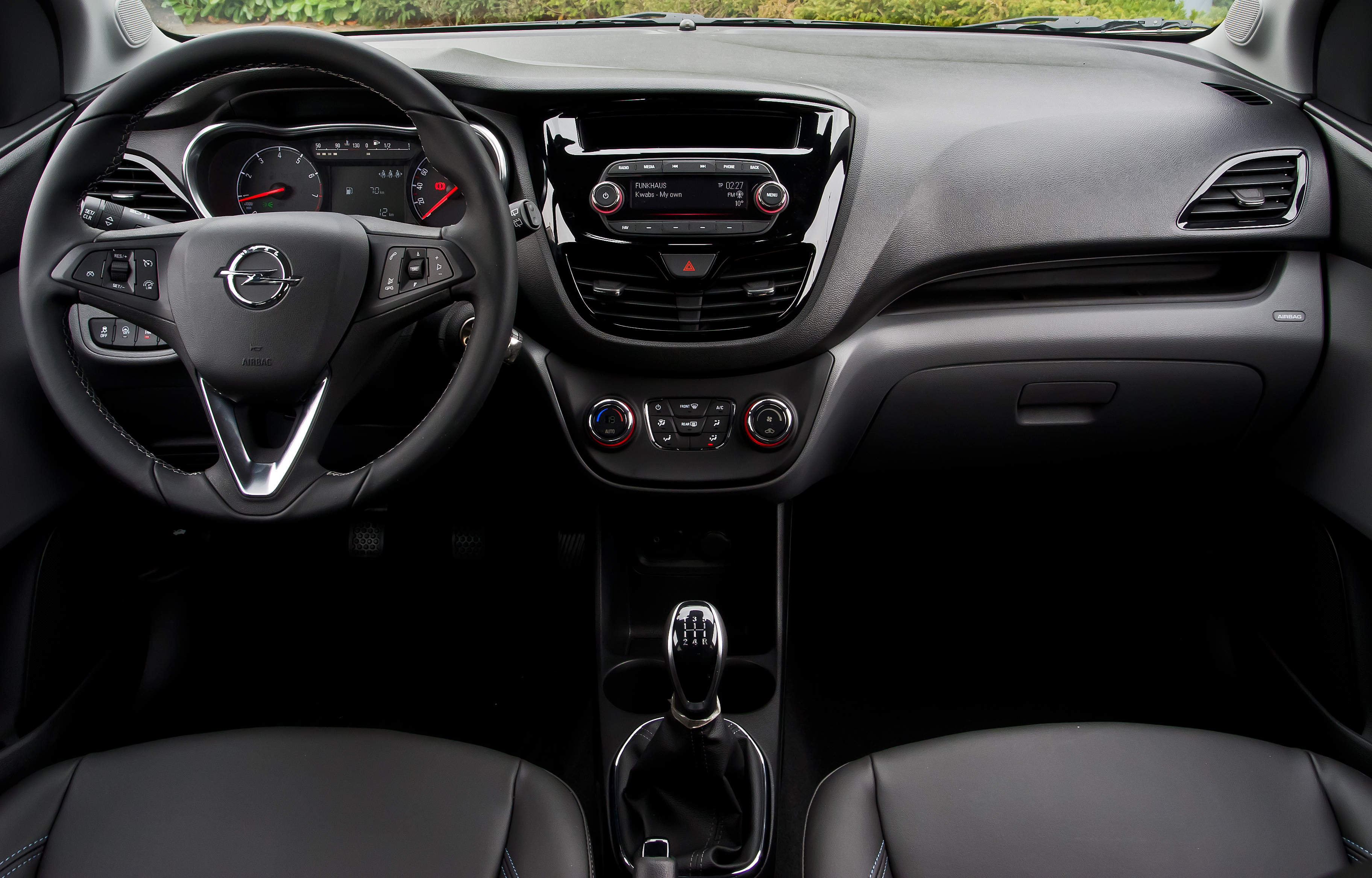
Opel Karl – wnętrze

Standardowe wyposażenie pojazdu obejmuje m.in. ABS z EBD, elektroniczny program stabilizacji z kontrolą trakcji oraz system Hill Start Assist, który pomagać ma przy ruszaniu pod górę. Opcjonalnie auto wyposażyć można było w m.in. system ostrzegania przed niezamierzoną zmianą pasa ruchu, asystenta parkowania, tempomat z ogranicznikiem prędkości, światła przeciwmgłowe z funkcją doświetlania zakrętów, podgrzewane przednie fotele, podgrzewaną skórzaną kierownicę oraz szyberdach.

### Silniki
- R3 1.0l Ecotec 75 KM